# Khalfia
Khalfia (franska: Alkhalfia (CR), Alkhalfia (Commune Rurale), arabiska: تيزي نيسلي) är en kommun i Marocko.   Den ligger i provinsen Fquih Ben Salah och regionen Béni Mellal-Khénifra, 170 km söder om huvudstaden Rabat. Antalet invånare är 14 341.